# Charles Stuart (friidrottare)
Charles Stuart, född 1 februari 1907, död 6 april 1970, var en friidrottare från Australien. Han deltog vid olympiska sommarspelen 1928.